# Succotash
Succotash (aus der Narragansett-Sprache: msikwatash) ist ein amerikanisches Gericht, das hauptsächlich aus Limabohnen und Mais besteht. Einige Abwandlungen haben auch Fleisch, z. B. Speck als Bestandteil. Teilweise wird es auch mit einer Teigkruste überbacken. 

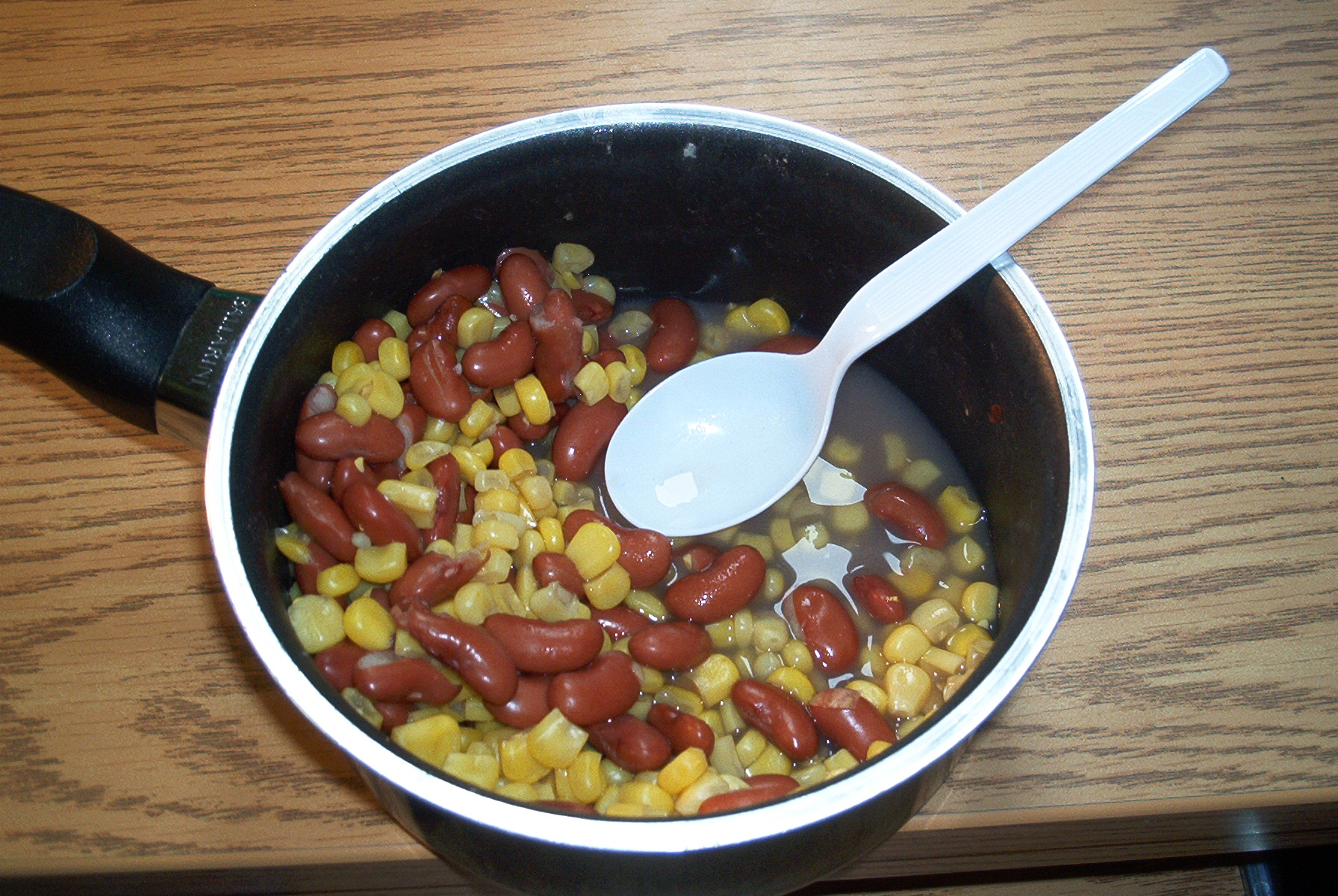
Succotash mit Kidneybohnen

Diese Art von Essenszubereitung wurde während der Great Depression in den USA populär, vergleichbar mit dem deutschen Eintopf. In Teilen des Südens der USA wird jede Zubereitung von Gemüse mit Butter oder Schmalz Succotash genannt.
Succotash ist ein traditionelles Gericht, das zu Thanksgiving und Weihnachten gegessen wird. 